# Oleksandra Bytsenko
Oleksandra Olehivna Bytsenko (ukrainska: Биценко Олександра Олегівна), född 23 november 1995 i Ukraina, är en volleybollspelare (motstående spiker).
Bytsenko började sin karriär i Ukraina med spel med VK Halytjanka Ternopil 2011-2014 och VK Orbita-ZTMK-ZNU 2014-2016. Hon fortsätte därefter med spel främst i olika turkiska klubbar förutom ryska VK Omitjka (2016-2017) och franska Volero Le Cannet (2019-2020).
Hon spelade med Ukrainas juniorlandslag 2011-2012 och deltog i kvalturneringen till EM där de vann tre matcher av fyra och gick vidare till huvudturneringen. Hon deltog i CEV Golden League 2019 där Ukraina spelade mot Tjeckien, Slovakien och Sverige. De vann fyra av sex matcher och tog andraplatsen i gruppen, men poängen räckte inte till och Spanien kvalificerade sig till nästa omgång. Hon missade EM 2019 p.g.a. en skada.